# Daniel Messina
Daniel Horacio Messina (Buenos Aires, Argentina, 15 de marzo de 1962) es un entrenador y exjugador de fútbol argentino. Desempeñándose en la posición de mediocampista, debutó profesionalmente en River Plate en 1980, militando luego en diversos clubes de Argentina, Bolivia, Chile, Perú, El Salvador y España. Actualmente dirige a Club Deportivo Águila de la Primera División de El Salvador.

## Clubes

### Como jugador
| Club                        | País        | Año       |
| --------------------------- | ----------- | --------- |
| River Plate                 | Argentina   | 1980-1983 |
| Vélez Sarsfield             | Argentina   | 1984-1985 |
| Huracán                     | Argentina   | 1985-1988 |
| Blooming                    | Bolivia     | 1988-1989 |
| Elche                       | España      | 1989-1990 |
| Unión Española              | Chile       | 1990-1991 |
| Colegio San Agustín         | Perú        | 1991      |
| Huachipato                  | Chile       | 1992      |
| Águila                      | El Salvador | 1992-1994 |
| General Lamadrid            | Argentina   | 1994-1996 |
| Estudiantes de Buenos Aires | Argentina   | 1996-1997 |
| Excursionistas              | Argentina   | 1997-1998 |

### Como entrenador
| Club              | País        | Año           |
| ----------------- | ----------- | ------------- |
| La Plata FC       | Argentina   | 2002-2003     |
| Acassuso          | Argentina   | 2004-2005     |
| Excursionistas    | Argentina   | 2005          |
| Midland           | Argentina   | 2006-2007     |
| Liniers           | Argentina   | 2008-2009     |
| Deportivo Riestra | Argentina   | 2010          |
| Águila            | El Salvador | 2014          |
| Águila            | El Salvador | 2020          |
| Águila            | El Salvador | 2024-presente |